# Корията
Корията (болг. Корията) — село в Болгарии. Находится в Габровской области, входит в общину Севлиево. Население составляет 12 человек.

## Политическая ситуация
В местном кметстве Душево, в состав которого входит Корията, должность кмета (старосты) исполняет Марин Акимов Маринов (независимый) по результатам выборов правления кметства.
Кмет (мэр) общины Севлиево — Йордан Георгиев Стойков (коалиция в составе 5 партий: Болгарская социал-демократия (БСД), Болгарская социалистическая партия (БСП), Движение за социальный гуманизм (ДСХ), Земледельческий союз Александра Стамболийского (ЗСАС), Политический клуб «Экогласность») по результатам выборов.